# Гуцульщина (національний природний парк)
«Гуцу́льщина» — національний природний парк в Україні, в межах Косівського району Івано-Франківській області. 
Національний парк був створений з метою збереження, відтворення та раціонального використання генетичних ресурсів рослинного і тваринного світу, унікальних природних комплексів та етнокультурного середовища Покутсько-Буковинських Карпат.

## Історія

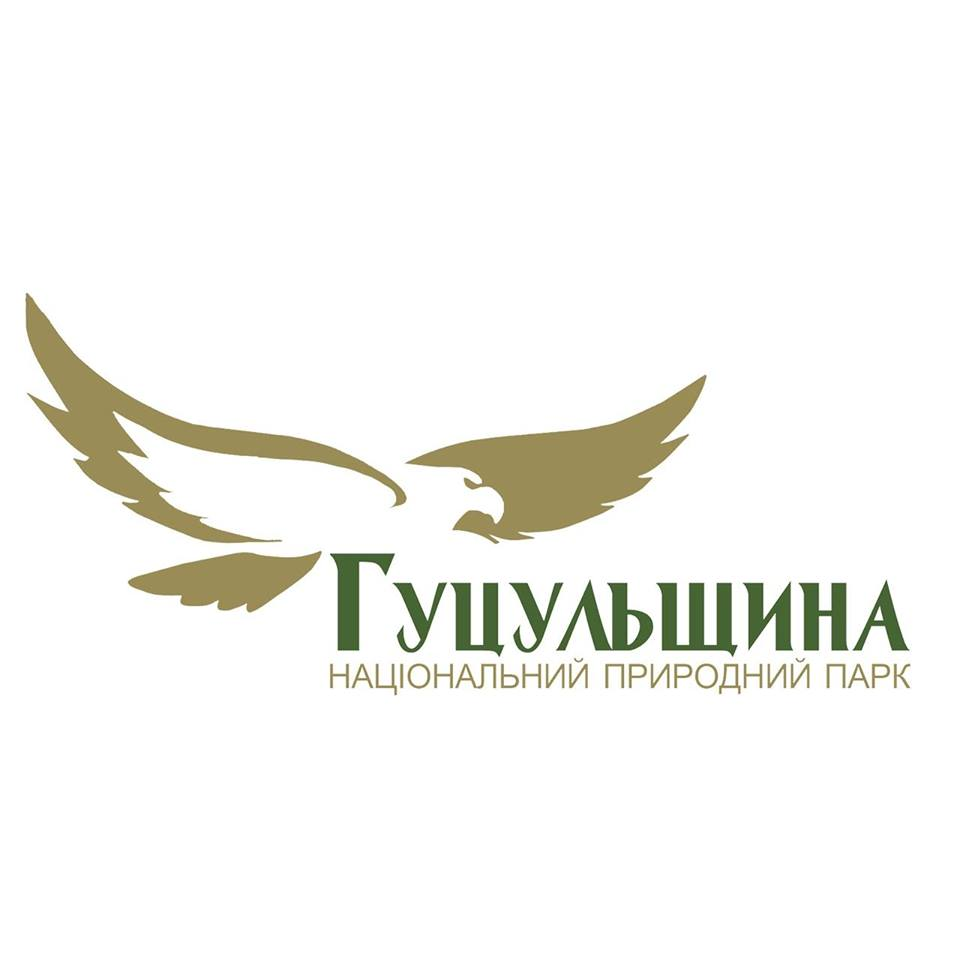
Логотип парку

Національний природний парк «Гуцульщина» створений Указом Президента України Леоніда Кучми від 14 травня 2002 року № 456 на площі 32271,0 га. Із цієї площі 7606,0 га земель надаються парку в постійне користування, а 24665 га включені до його складу без вилучення у землекористувачів. Протяжність парку з північного заходу на південний схід — близько 29 км, а з північного сходу на південний захід — 20 км.

## Території природно-заповідного фонду у складі НПП «Гуцульщина»
Ще до набуття національним парком його теперішнього статусу, на його території функціонували кілька дрібніших об'єктів природно-заповідного фонду місцевого значення. В результаті, великий НПП фактично поглинув раніше створені ПЗФ. Проте їхній статус зберігається в складі НПП. 
До складу території національного природного парку «Гуцульщина» входять такі об'єкти ПЗФ України:
- Заказник місцевого значення «Грегіт», ландшафтний
- Заказник місцевого значення «Кам'янистий хребет», ландшафтний
- Заказник місцевого значення «Каменець», лісовий
- Пам'ятка природи місцевого значення «Модрини», ботанічна
- Пам'ятка природи місцевого значення «Еталон букового насадження», ботанічна
- Пам'ятка природи місцевого значення «Цуханівське», ботанічна
- Заповідне урочище «Лебедин»
- Заповідне урочище «Гаївка»
- Заповідне урочище «Хоминське»
- Заповідне урочище «Ділок»
- Заповідне урочище «Камінець»
- Заповідне урочище «Ротул»
- Заповідне урочище «Уторопи»
- Пам'ятка природи місцевого значення «Водоспад на ріці Рушір», гідрологічна
- Пам'ятка природи місцевого значення «Сірководневе джерело», гідрологічна
- Дендропарк «Дендрарій»

## Рельєф

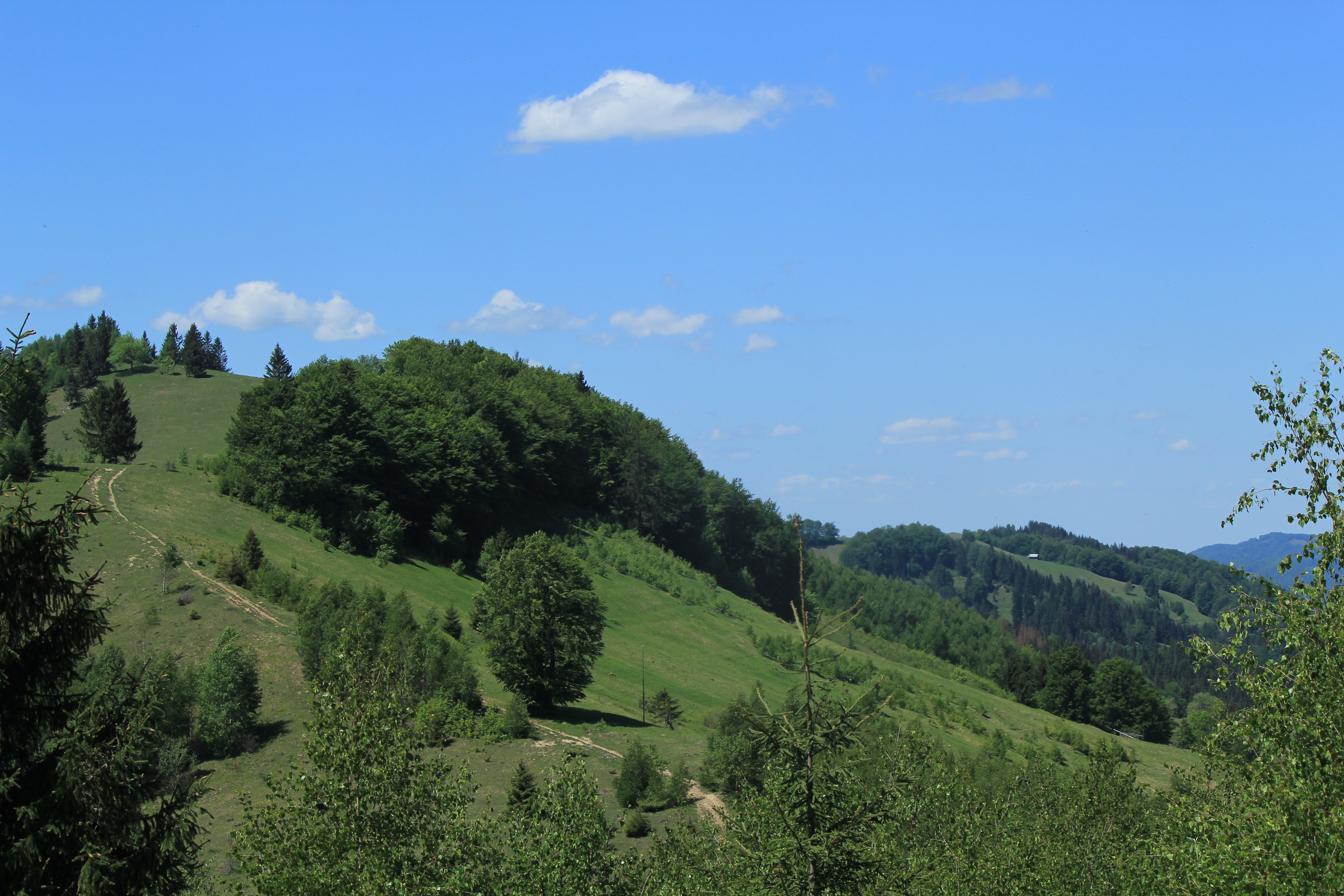
Дорога на Сокільський

Рельєф складний і неоднорідний, він формувався впродовж тривалого часу в процесі підняття з дна колишнього океану нашарувань різних геологічних епох, які під дією екзогенних факторів набули сучасного вигляду. Тут виділяють передгірну височинну область — Покутське Передкарпаття з переважаючими висотами 350—500 м над рівнем моря, та область Зовнішніх Карпат. Низькогірні та середньогірні хребти простягаються паралельними пасмами з північного-заходу на південний схід. 
Гірські хребти здебільшого мають широкі гребені та відносно похилі схили. Між ними пролягають широкі міжгірні улоговини. Такий характер рельєфу сприяє доступності та зручності рекреаційного освоєння території Парку. 
Висота гірських хребтів — від 709 до 1476 метрів над рівнем моря. Основні хребти — Кам'янистий, Карматура, Хоменський, Брусний, Сихлін, Сокільський, Плоский, Максимець, Буковець-Ріцький. У західному і південно-західному напрямах висоти збільшуються і сягають 1000 та більше метрів (Ґреґіт — 1471 м, Лисина Космацька — 1464 м, Ігрець — 1374 м). Рівнинна частина — 300—450 м над рівнем моря, гірська — 700—1000 м. Упоперек хребтів течуть найбільші річки: Черемош (80 км), Пістинька (56 км), Рибниця (54 км), Лючка (24 км). 
Найвищою вершиною НПП «Гуцульщина» є гора Ґреґіт, заввишки 1472 м над р. м. Її схили вкриті кам'яними розсипами, які мають місцеву назву «ґреготів». На деяких хребтах, зокрема на Сокільському, виступають скелі заввишки 20—40 м. 
У тектонічному відношенні НПП «Гуцульщина» належить до Передкарпатського передового прогину і Складчастої області Українських Карпат. Головні риси сучасного рельєфу Косівського району сформувались у результаті тектонічних рухів і безперервної дії екзогенних факторів. Провідні геоморфологічні процеси яскраво виявляються в ерозії та акумуляції, фізичного і хімічного вивітрювання корінних порід у нижній частині схилів, уступів цокольних терас і місцями на вершинах гірських хребтів. На основі тектонічно-структурних особливостей і характеру розчленування виділяється такі геоморфологічні одиниці:
1. Коломийсько-Чернівецька алювіальна рівнина охоплює північно-східну частину району.
2. Покутське передгірське скульптурне підняття розташоване в межах Прут-Черемошського межиріччя, поверхня якого розчленована долинами річок Рибниці, Лючки, Пістиньки.
3. Зона низькогірного рельєфу північних крайових хребтів Карпат простягається з північного заходу на південний схід по центральній частині району.
4. Зона середньогірського рельєфу Покутсько-Буковинських Карпат розташована в південно-західній частині району.
5. В межах зони середньогірського рельєфу починають свої витоки основні річки району — Пістинька і Рибниця.
6. Структурно-ерозійне низькогір'я Слободи Рунгурської займає північно-західну частину району.
7. Берегові Ґорґани розташовані на заході району.

## Клімат
НПП «Гуцульщина» входить до атлантико-континентальної кліматичної області. Він суттєво відрізняється від клімату прилеглих рівнинних територій Лісостепової зони. Ці відмінності зумовлені впливом гірського рельєфу. Над Карпатами панує західне перенесення повітряних мас, проте загальний напрямок циркуляційних процесів різко порушується гірськими хребтами. Хребти послаблюють вплив арктичного басейну. Крім цього, гірський рельєф спричиняє різні типи місцевої циркуляції: фени, гірсько-долинну циркуляцію, схилові вітри, а також нерівномірний розподіл сонячної радіації, температури, хмарності, опадів та інших метеорологічних елементів всередині самої гірської країни. 
Рельєф визначає також вертикальну кліматичну зональність. Всього в Косівському регіоні виділяють чотири кліматичні зони:
1. Помірна зона розташована в межах висот 450—750 м (низькогір'я Зовнішніх Карпат, Бескиди). За площею вона найбільша в Українських Карпатах. Вирощують різноманітні овочі, жито, овес.
2. Прохолодна зона виражена в межах міжгірських долин та внутрішніх схилів гірських хребтів у діапазоні висот 750—950 м. Тут вирощують переважно овочеві культури.
3. Помірно холодна зона (950—1200 м) виражена на схилах хребтів і в міжгірських долинах. Верхня межа її збігається з верхньою межею поширення землеробства і з верхньою межею листяного лісу.
4. Холодна зона (висоти понад 1200 м) представлена схилами вододільних хребтів і міжгір'ями на висотах 1200—1500 м. Зона сприятлива для пасовищного тваринництва.

На території Косівщини формується помірно континентальний клімат з надлишковим і достатнім зволоженням, неспекотним літом, м'якою зимою і теплою осінню. Річні температури по району (+6 — +7 °C). У гірських районах на висотах 1200 м середньорічна температура знижується до +3°С, а на найбільших висотах гір — до 0°С. Середньорічні температури на території Косівщини понижуються від периферії до осьових хребтів. Найнижчі спостерігаються у високогірних місцевостях.
Зима (період із середніми добовими температурами нижче 0°С) триває неоднаково, в горах, на висоті 850 м — близько 4 місяців, а на найвищих ділянках до 5 місяців. У цілому зима м'яка, з частими й тривалими відлигами, але в гірських долинах абсолютний мінімум температур зареєстрований −42 °C. Не кожного року формується стійкий сніговий покрив.
Весна охоплює 70—85 днів. У горах затягується до 180, тому що з підняттям на кожні 100 м висоти початок весни запізнюється на 2 дні, а кінець на 8. Погода дуже нестійка протягом усього періоду: теплі дні змінюються морозними зі снігом. Навіть у травні часом повертаються заморозки. Літо (період із середньодобовими температурами вище +15°С). У передгір'ї — 3 місяці. В горах з підняттям на кожні 100 м висоти літо запізнюється на 8—9 днів і на 5—6 днів раніше закінчується, тому в низькогір'ї тривалість літнього періоду становить 1—2,5 місяці, а на висотах понад 1000 м — він уже не фіксується. Максимальні літні температури сягають +30°С, тимчасом у горах не рідкісні похолодання і заморозки. Осінь тепла і суха. Триває до двох місяців. У горах тривалість збільшується, оскільки з підняттям на 100 м висоти осінь настає на 5—6 днів раніше, а припиняється на 2—3 дні пізніше. 
Для регіону характерне надмірне та достатнє зволоження, проте опади надзвичайно нерівномірні як протягом року, так і на різних ділянках. Атмосферне зволоження гірських і передгірських районів Косівщини надмірне та достатнє. За рік випадає 1000 мм, в горах — 1500—1600 мм (для порівняння — поряд у Лісостепу на рівнині — 500—700 мм). Основна частина опадів випадає в теплий період (переважно в червні). Іноді добова кількість може сягати 200—300 мм. У вигляді снігу випадає до 40 % усієї кількості опадів у субальпійській та альпійській зонах. Більша потужність снігового покриву характерна для районів південно-західного схилу. В передгірських районах максимальна потужність снігового покриву 40—50 см, в горах — 100—150 см. В окремі роки висота снігового покриву може сягати 300—500 см. У передгір'ї та низькогір'ї перший сніговий покрив з'являється наприкінці листопада і до кінця грудня стає стійким. У гірській місцевості це спостерігається в кінці листопада. Сніговий покрив може в будь-який час зими зійти повністю внаслідок частих відлиг з дощами. Звичайно стійкий сніговий покрив триває близько двох місяців у передгір'ї і 3—4 місяці в горах (до 5 місяців на високогір'ях). З квітня починається інтенсивне танення снігу, яке триває до кінця місяця.

## Гідрологічна мережа

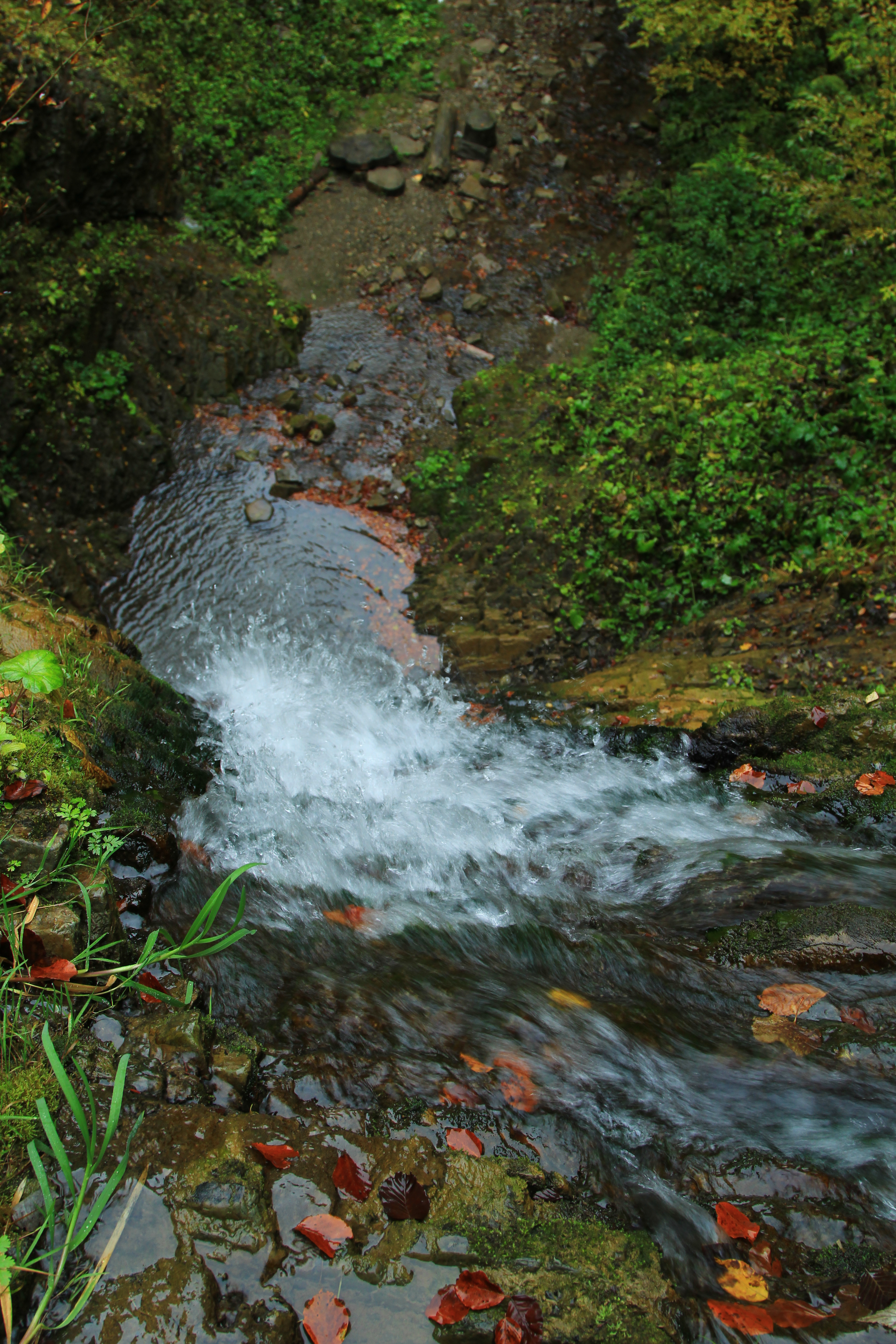
Гуцульщина

Територія парку помережена численними річками та гірськими потоками. Найбільші з них — Лючка, Пістинька, Рибниця, Черемош. Також є багато малих річок і гірський потічків, наприклад потік Пичний. Всі вони є правими притоками річки Прут. 
Поверхневі води НПП «Гуцульщина» складаються переважно з річкової сітки, яка має тут значну густоту — до 1,1 км/км². Озерність і заболоченість території низька, штучні водойми поширені здебільшого на височинній передгірній частині. Під водами є понад 800 га (0,9 %) території. 
За схемою гідрологічного районування України весь район розташований в межах Дністровсько-Прутської гідрологічної області, яка входить до складу гідрологічної країни Українських Карпат. Область характеризується такими показниками гідрологічної мережі:
1. коефіцієнт густоти річкової сітки — 1 км/км і більше
2. похил річок 60—80 м/км у верхів'ях 5—10 м/км у пониззях
3. швидкість течії річок 3—5 м/с
4. заболоченість водозбору незначна
5. величина річкового стоку 200—1000 мм
6. режим паводковий
7. розподіл стоку протягом року — зима 10—18 %, весна 30—50 %, літо-осінь 30—45 %
8. льодостав нестійкий, затори

Три річкові системи — Рибниці, Лючки і Пістиньки займають приблизно однакову площу в межах району, в середньому трохи більше 25 %, дещо меншу плащу займає басейн Черемошу — близько 20 %, а на басейни інших двох річок — Цуцулину і Березівки — відповідно 2,9 % і 0,5 %.

### Озера
Озерність території НПП «Гуцульщина» незначна. Всього нараховується шість невеликих озер. Кожне з них є досить неповторним. Найпоширенішим типом озерних котловин є котловини обвально-зсувного типу. До цього типу належать чотири з шести наявних озер в районі. 
Озеро Лебедине (Лебедин) розташоване на південному схилі хребта Лебедин, на висоті 650 м, серед букового лісу. Площа водного дзеркала 3500 м², форма озера нагадує тупокутний трикутник. Наявні у науково-популярній літературі припущення щодо його карстового чи льодовикового походження не витримують ніякої критики. При детальному обстеженні виявлено, що озеро має надзвичайно велику, як на свої скромні розміри, глибину, яка сягає за неперевіреними даними 28 м. (12-метровий шест до дна не дістав). Озеро має обвальне походження. З північного боку по хребті чітко виділяється стінка зриву завдовжки бл. 100 м по гребеню. Схил над озером сильно оголений, кам'янистий, великої крутизни. Гребінь хребта асиметричний. Поряд розташовані ще кілька замкнутих сухих кам'янистих заглиблень. Озеро стічне. Стік відбувається у потік Палицький. Через велику кількість опадів в озері проходять інтенсивні процеси гниття, які збагачують води сірководнем. Прозорість води невелика. 
Озеро Мертве розташоване на сусідньому хребті Карматура (Кормитура), практично на самому гребені, на висоті понад 800 м. Озеро невелике за розмірами, грушоподібної форми, завширшки 30—60 і завдовжки бл. 70 м. Озеро обвально-зсувного типу. З північно-західного боку чітко простежується стінка відриву. Озеро мілке, сильно заросло деревами і чагарниками. Всю середину озера займає великий заболочений острів, водне дзеркало залишилося тільки по краях. Озеро стічне, стік відбувається шляхом просочування води через кам'янисту греблю у річку Коров'єк. Очевидно, в минулому озеро складалося з двох різнорівневих водних басейнів і було більше за розмірами. Верхній басейн являє собою вузьку, довгу суху балку з плоским дном. 
Озеро Зіпякове утворилося порівняно недавно внаслідок великого обвалу, що стався па південно-західному схилі гори Зіняків Верх. Озеро зовсім мале, але досить глибоке. Навколо скрізь перевернуті дерева, брили, рельєф дуже складний. 
Озеро Дзвинячка розташоване на горі Овид, біля Старих Кутів, на висоті близько 600 м. Довжина озера 8 м, ширина 7 м, глибина 1,5—2 м. Очевидно, озеро теж обвального походження. 
Озеро Вікнищі (Вікнища) біля села Лючі за неперевіреними даними має карстове походження. Глибина до 2 м, береги круті, з усіх боків оточене буковим лісом. 
Озеро Банське розташоване у Косові, на території колишньої фабрики «Гуцульщина». Воно утворилося на місці колишньої соляної копальні — «бані». Має техногенно-карстове походження. Площа водного дзеркала 30000 м², глибина сягає 10 м. На його місці до 1938 року була копальня солі, а до 1939 року на його базі оздоровчий заклад. Озеро розташоване в західній частині м. Косова на останній високій терасі лівого берега річки Рибниці, біля підніжжя відрогів гори Зіняків Верх (Сопка), на висоті 400 м над р. м. Озеро майже округлої форми, берегова лінія дуже звивиста з великою кількістю мілких заплав. Ця берегова мілководна зона дуже заросла очеретом та рогозою. Південна частина озера, що розташована по терасі в бік річки,— мілкіша, бо має більшу площу зарослі. Північна, що примикає до схилу, на якому збереглися сліди зсуву 15 річної давності, більш стрімко занурюється вглиб, оскільки площа заросту тут незначна. Сам схил слабо заліснений, в його східній частині над озером збереглися сліди більш давнього зсуву. Під дерновим шаром окрім глин трапляються тонкі шари гіпсу. Площа водного дзеркала 30 тис. м². В озері водиться риба. Облаштовані два містки для рибалок. Дно не досліджене, тому в ньому не купаються. Можливо, це пов'язане з відсутністю твердого берега через замулення та заростання берегової лінії по всьому периметру. Не спостерігається джерел, що живлять озеро, як і відсутній витік з нього. Територія, на якій розташоване озеро, належала виробничому об'єднанню «Гуцульщина», тому близько до південного берега розташовані промислові будівлі. В східній частині житлові будівлі віддалені на 100 м. Можливо, озеро було солоним і опрісніло. Являє собою добрий пункт короткочасного перебування водоплавної птиці. Технічно не використовується. Озеро є джерелом зсувних процесів, що загрожують приватним житловим забудовам, тому обов'язково має підлягати детальному вивченню і моніторингу.

### Стави
Рельєф передгірної височинної частини району сприятливий для будівництва ставів. За матеріалами обстежень на території району розташовані 83 ставки різної величини, загальною площею бл. 105 га. Найбільший ставковий комплекс збудований у долині річки Волійця — 7 ставів, загальною площею 30 га. Також 7 ставів, але меншої площі, побудовані на річці Цуханів. Два великі стави площею 4 і 5 га побудовані на річці Чернятин. Площа двох ставів на річці Насарат становить 10 га. Інші стави мають незначну площу. Багато копаних ставів є у Рожнові, на Вербівці, у Кобаках, на околиці Косова.

### Водорегуляційне значення
Річковий басейн — це єдина екологічна одиниця з чітко визначеною межею, а також комплексом геоморфологічних, ґрунтових і кліматичних умов, що визначають напрям та інтенсивність речовинно-енергетичних потоків і є цілісною водно-балансовою одиницею. Орографічна будова водозборів впливає як на циркуляційні атмосферні процеси, зокрема, випадання атмосферних опадів, так і зумовлює інтенсивність їхнього надходження в гідромережу. 
Результати аналізу гідрокліматичних матеріалів показали, що середньорічна добова температура повітря для адміністративного району становить 7,4°С з мінімальним значенням в 6,7°С для басейну річки Пістинька і максимальним — 8,0°С для басейну р. Черемош. Для водозборів річок Лючки і Рибниці цей показник становить у середньому 7,6°С. У зволоженні вертикальними атмосферними опадами досліджуваної території спостерігається закономірне збільшення із висотою над рівнем моря. Так, в басейні Пістиньки випадає до 1110 мм опадів на рік з поступовим зменшенням їх до 958—955 мм відповідно у басейнах Рибниці та Лючки і до 905 мм — у басейні Черемошу. Загалом для Косівського району цей показник становить 987 мм. Значення річного сумарного випаровування найвищі у басейні Черемоша і становлять 490—509 мм, в басейні Пістиньки цей показник найнижчий — 465 мм. Для двох інших водозборів ця величина становить бл. 480 мм. 
У корінному рослинному покриві лісові угруповання поширювались на 99,6 % території водозборів, з яких пояс дубових лісів займав до 18,6 % у нижніх частинах басейнів Черемоша і Рибниці. Найбільша площа містилась у поясі букових лісів — 77 % і лише 4,0 % лісової площі займав пояс смерекових лісів. Сучасна структура лісових угруповань НПП «Гуцульщина», до певної міри відображає корінний покрив — на нижніх гіпсометричних рівнях річки Черемош збереглись мішані дубові ліси у центральній частині району чисті та мішані букові, а у верхів'ях річок Рибниця і Пістинька — смерекові ліси. 
Річковий стік у досліджуваних водозборах коливається в межах 415—645 мм на рік. Із збільшенням середньої висоти водозборів збільшується кількість опадів, а відтак і річковий стік. Зростання середньої висоти тут на 100 м спричинює збільшення шару річкового стоку на 102—105 мм. Коефіцієнт річкового стоку — 0,46—0,58. Це зумовлено більш пологими схилами та інтенсивнішим надходженням сонячної радіації до поверхні. Модуль стоку є у прямій залежності від середньої висоти водозбору і нахилом його поверхні, тоді як на об'єм, або норму стоку більше впливає величина площі водозбору. 
Встановлено, що за норми опадів поверхнева складова становить 14,6 %, ґрунтового — 51,1 % і базисного — 34,3 % від сумарного стоку. Із збільшенням опадів вдвічі ці показники становлять відповідно поверхневий стік — 26,4 %; ґрунтовий — 44,3 %, базисний — 29,3 %, що засвідчує достатню зарегульованість річкового стоку. 
Значний вплив на водний режим водозборів разом із ґрунтами, рельєфом і кліматичними факторами має й рослинний покрив.

## Ґрунти
Головним процесом ґрунтоутворення, що переважає на Косівщині, є буроземний. Найсприятливішими екологічними умовами для формування буроземів є лісова рослинність, вологий клімат зі значною кількістю опадів, промивний водний режим, нетривале промерзання ґрунту, що сприяє інтенсивному вивітрюванню порід і втягненню в ґрунтоутворення глибоких горизонтів материнських порід. Буре забарвлення ґрунтів такого типу спричинює наявність значної кількості фульвокислот і оксидів заліза. Надлишок зволоження обумовлює значне поширення явищ оглеєння. Розподіл ґрунтового покриву, як й інших чинників середовища підпорядковується вертикальній поясності. 
Вище лісового поясу на плосковершинних схилах хребтів і вершинах поширені гірсько-лучні й гірсько-торфуваті підтипи буроземів. Вони утворилися під лучною рослинністю полонин в умовах надмірного зволоження. Ґрунти дуже кислі з неглибоким ґрунтовим профілем, сильно щебнисті та кам'янисті. 
Дерново-підзолисті ґрунти на алювіально-делювіальних відкладах сформувалися під покривом лісової рослинності, яка в минулому покривала дані масиви території, поєднуючи в часі підзолистий та дерновий ґрунтотворні процеси, в умовах достатнього атмосферного зволоження. Поширені вони в північній частині території району. 
Дерново-підзолисті ґрунти залягають переважно на вирівняних вододілах, плато і положистих схилах, а їх змиті відміни поширені на вузьких вододільних гребенях та схилах різної крутизни. 
За ступенем підзолистості серед них трапляються дерново-середньо, сильно і слабопідзолисті.
Дернові ґрунти на алювіально-делювіальних відкладах залягають на широких вирівняних вододільних просторах, схилах, улоговинах, а також на над заплавних терасах на слабо і добре дренованих ґрунтотворних порадах. Сформувались вони під покривом лісової та лучної травянистої рослинності, поєднуючи в часі процес опідзолення з дерновим ґрунтотворним процесом. 
За товщиною гумусових горизонтів ці ґрунти поділяються на глибокі, в яких в темно-сірий колір забарвлений горизонт сягає 50—70 см, та дернові опідзолені, у яких ілювіальний горизонт має сірий або ясно сірий колір і загальний гумусовий горизонт становить 30—40 см та наносні алювії. Чистий алювіальний горизонт у них відсутній. 
За механічним складом серед дернових ґрунтів найбільш поширені середньосуглинкові та легкосуглинкові ґрунти. Ці ґрунти значно краще піддаються окультуренню ніж дерново-підзолисті, їхня природна родючість також краща. 
Лучні та лучно-болотні на алювіально-делювіальних відкладах сформувались під покривом лучної трав'янистої рослинності в умовах неглибокого (1,8—3 м) рівня підґрунтових вод. Таким чином верхня частина профілю формується під впливом атмосферних опадів, а нижня зазнає впливу підґрунтових вод, тому лучні ґрунти на території району трапляються неоглеєні і в різній мірі оглеєні. Ці ґрунти залягають на заплавах річок і над заплавних терасах, балках, з рівним і слабо хвилястим рельєфом, утворились на досить дренових делювіально-алювіальних відкладах. 
Від теплого до холодного поясів гір переважають буроземи і дерновобуроземні ґрунти, які сформувалися під лісовою рослинністю та високогірними луками в умовах сезонного промивного водного режиму на продуктах вивітрювання гірських порід. Дерново-гумусовий горизонт їх має потужність 4—8 см, вони містять до 2,5—4 % гумусу, кислі. На цих ґрунтах ліс росте найвищого бонітету, придатні й для вирощування сільськогосподарських культур. Ці ґрунти утворились внаслідок дернового процесу ґрунтоутворення, що проходив під лучною трав´янистою рослинністю на бурих лісових ґрунтах. Розташовані вони на заплавах гірських річок та над заплавних терасах, а також в підніжжях гір. Сформувались на делювіально-алювіальних відкладах. В цих місцях добре розвинений трав'янистий покрив, широко представлений кореневищними та розлого-кущовими злаками. Цей тип ґрунтів не є зональним, він виник внаслідок давнього і інтенсивного пасовищного тваринництва та окультурення господарською діяльністю людини. Вони є основним фондом орних земель в гірській зоні Карпат. 
Характерною ознакою даних ґрунтів є наявність дернового горизонту темно-сірого з бурим відтінком забарвлення, більшою насиченістю обмінним кальцієм.
Горизонт (Н) буває забарвлений в темнувато-сірий з бурим відтінком колір до глибини 36-65 см і горизонт (Нр) відповідно повністю або частково.
Буроземно-підзолисті ґрунти на алювіально-делювіальних відкладах.
Підзолисто-буроземні ґрунти Косівщини утворилися під широколистяними лісами в умовах теплого й вологого клімату. Вони бідніші поживними речовинами, особливо азотом і фосфором. Цим і незадовільним повітряним режимом та кислотністю зумовлена порівняно низька їх родючість, проте достатня для різноманітних сільськогосподарських культур. 
Поширені вони в передгір'ї і в горах, у нижньому, зрідка в середньому поясах на слабо дерновому суглинковому делювії. В передгір'ї ці ґрунти залягають на висоті від 150 до 400 м на горбах та увалах. В горах ці ґрунти залягають на видовжених делювіальних шлейфах, конусах виносу, на схилах і вододілах, до висоти 400—500 м над рівнем моря.
Залежно від рельєфу, а також від кліматичних умов можуть утворюватися різною мірою оголені ґрунти цього типу. 
В межах району, враховуючи різні умови ґрунтотворення, ці ґрунти діляться на ряд різновидностей. Бурі лісові та дерново-буроземні ґрунти на продуктах вивітрювання пісковиків і сланців. Поширені під лісами і на безлісих площах гірської території.
Залягають на добре дренованих кислих материнських породах, що являють собою елювій-делювій карпатського флішу на схилах різної крутизни. Бурі лісові та дерново-буроземні ґрунти лісово-лучної зони Карпат, що залягають на схилах закономірно змінюють свої внутрішні властивості із збільшенням висоти над рівнем моря, їх механічний склад легшає і зменшується вміст загального обмінного й органічного зв'язаного кальцію, а також і фосфору проти вмісту органічної речовини. Залежно від умов поверхневого стоку і внутрішньої тренованості, а також від кліматичних умов вказані властивості ґрунтів можуть змінюватися у межах кожного з вертикальних поясів. 
У межах кожного з поясів ці ґрунти мають різну глибину профілю (рухаючи до корінної породи) і різний ступінь щебенюватості, в зв'язку з чим виділяються види: глибокі і неглибокі не щебенюваті, щебенюваті і кам'янисті. Ці ознаки мають важливе виробниче значення при використанні ґрунтів в сільському господарстві та лісовій справі.
Гірсько-лучні ґрунти на елювії Карпатського флішу. Гірсько-лучні (полонинні) ґрунти займають найвищі частини Карпат, що лежать за лінією лісів в так званій полонинній (субальпійській і альпійській). Сформувались вони під трав'янистою рослинністю і дрібними напівчагарниками (чорниці, брусниці та ін.). Ґрунтоутворюючими породами є в основному продукти вивітрювання пісковиків (Чорногора) та давніх кристалічних сланців в Чичвинських горах. 
Глибина ґрунтового покриття не перевищує 50—60 см. В комплексі з гірсько-лучними ґрунтами залягають гірські оторфовані та гірські торфовища. Щебінь трапляється у всіх горизонтах.

## Флора і фауна

### Геоботанічне районування
Територія національного природного парку «Гуцульщина» за геоботанічним районуванням розташована в межах трьох районів (2 підрайони) Карпатського геоботанічного округу. її розташування таке: область — Європейська широколистянолісова
провінція — Центральноєвропейська
підпровінція — Східнокарпатська гірська
округ — Карпатський
район — Болехівсько-Берегометський
підрайон — Передгорганський
підрайон — Покутсько-Буковинський
район — Суходільсько-Яремчанський
район — Шешорсько-Красносільський
Враховуючи велику кількість як геоботанічних, так і флористичних районів, територія НПП «Гуцульщина» відзначається значним видовим і ценотичним різноманіттям. Оскільки територія НПП «Гуцульщина» включає, в основному, лісові масиви, то серед едифікаторів і домінантів рослинного покриву переважають фанерофіти. 
Болехівсько-Берегометський геоботанічний район ялицево-букових лісів представлений у північно-східній частині НПП «Гуцульщина» (південна його межа проходить по лінії Середній Березів — Космач — Яворів — Великий Рожин). Передгорганський підрайон заходить лише незначним фрагментом на крайню північно-західну частину території парку (околиці с. Люча). Покутсько-Буковинський підрайон охоплює велику за площею територію, що становить майже половину парку. 
Район відзначається значно меншою часткою в складі лісових угруповань ялиці, ніж у сусідньому Турківсько-Старосамбірському районі. Місцями, особливо у Передгорганському підрайоні, її зовсім немає у складі деревного ярусу, внаслідок чого тут створюється своєрідний «субрайон» грабово-букових лісів, облямованих з північного сходу грабово-дубовими і дубово-буковими лісами. Відсутність ялиці на цій території певно можна пояснити проникненням сюди сухуватих континентальних повітряних мас, що згубно впливають на згаданий вид. Таке явище, зокрема, спостерігається в долині р. Лючка. 
Разом з випаданням із складу лісів ялиці з наземного покриву майже цілком зникають чорниця, ожика лісова, дриоптерис австрійський, листяні мохи, зменшується покриття квасениці. Характерними компонентами трав'яного покриву стають копитняк європейський, яглиця звичайна, підлісник європейський, осока волосиста, ожика дібровна. 
Покутсько-Буковинський підрайон характеризується м'якшим і вологішим кліматом, тому тут покриття ялиці зростає. Вона виступає майже постійним компонентом букових лісів і є едифікатором досить поширених тут буково-ялицевих і буково-дубово-ялицевих угруповань. Майже постійними компонентами деревного ярусу є граб, клен гостролистий, ясен звичайний та ільм шорсткий. У трав'яному покриві домінують переважно неморальні види.
Найбільші зміни лісового вкриття відбулись у Передгорганському підрайоні. Тут майже дві третини площі корінних лісів замінено монокультурами смереки, похідними грабчаками, бучняками, березняками, осичниками і вільшняками. Великі площі колишніх колгоспних лісів перетворено в рідколісся, зарості чагарникових верб, ліщинники. Найпоширенішими екологічними групами лісів району є вологі мезотрофні ялицеві бучини, вологі евтрофні ялицеві бучини, свіжі і вологі мезотрофні грабові бучини і вологі евтрофні грабові бучини. 
Суходільсько-Яремчанський геоботанічний район смереково-ялицево-букових пригорганських лісів тягнеться вузькою смугою вздовж горганського низькогір'я. На території парку він представлений незначним за площею фрагментом у крайній північно-західній частині. З південного сходу по лінії Верхній Березів — Слобода він межує з Шешорсько-Красноільським геоботанічним районом. У цьому районі деревна рослинність не зазнала таких відчутних антропогенних змін, як у попередньому. Тут найкраще відновлюється ялиця і її більше у складі лісів. Майже всюди вона поширена поряд із смерекою, причому остання переважає лише на схилах з контрастнішим гідротермічним режимом, на бідніших і більш щебенистих ґрунтах. 
Основний типологічний фон створюють тут вологі мезотрофні ялицево-смерекові бучини. Головним господарським завданням у них є підтримання сучасної структури рослинного покриву і реконструкція похідних смеречників. Шешорсько-Краснопільський геоботанічний район смереково-ялицево-букових і смереково-буково-ялицевих лісів представлений майже на половині території національного парку у його південно-західній частині. Він відзначається теплішим, м'якшим і вологішим кліматом, більш згладженим рельєфом і багатшими ґрунтами порівняно з відповідними даними попереднього району. Це забезпечує ялиці переваги у складі лісостанів над смерекою, а місцями, в улоговинах і долинах річок, ялиця досягає покриття едифікатора. Внаслідок цього поряд із смереково-ялицево-буковими угрупованнями значні площі займають виключно високої продуктивності (до 1000—1100 м на 1 га) смереково-буково-ялицеві ліси. Хоч тут на значних площах й створено похідні смеречники, проте, завдяки великій життєвості ялиці й бука, вони майже всюди добре відновлюються природним шляхом і виступають у складі смерекових насаджень. Внаслідок цього останні менше потерпають від вітровалів. 
Найпоширенішими у цьому районі є вологі мезотрофні смереково-ялицеві бучини (асоц. квасеницева і чорницева), вологі евтрофні смереково-ялицеві бучини (асоц. квасеницево-ожикова) і вологі евтрофні смереково-букові яличини (асоц. квасеницево-зубницева і квасеницево-маренкова). Зрідка трапляються свіжі й сирі типи згаданих екологічних груп. З похідних угруповань, крім смеречників, немалі площі займають сіровільхові смеречники й червонокостричники, рідше трапляються чисті сіровільшняки.

### Характеристика флори та фауни
Флора та фауна НПП «Гуцульщини» відзначаються багатством і значним розмаїттям, які зумовлені строкатістю ґрунтово-кліматичних умов, неоднорідністю рельєфу і геологічної будови, тривалістю і складністю історичного процесу. Тут одночасно зростають види характерні для минулих (релікти) та сучасної геологічних епох і приналежні до різних флористичних елементів — бореального (північного), монтанного (гірського), неморального (лісовою), європейського, степового. Рослинний покрив краю зазнав великих змін і трансформації внаслідок господарської діяльності людини — зменшилась лісистість території, збільшилась кількість розораних земель, змінився кількісний і якісний видовий склад. 
Переважним типом рослинності с лісові формації, які в горах займають 60 % а в передгір'ях близько 24 % території. У структурі деревостанів 58 % складають твердолистяні, близько 4 % м'яколистяні і 34 % хвойні породи. Основними лісотвірними породами виступають бук, смерека (ялина), дуб, ялиця, граб, на заболочених місцях і річкових долинах вільха клейка і вільха сіра. Угруповання дуба скельного модрини європейської, сосни гірської, сосни кедрової європейської та бука поєднанні з іншими породами занесені до Зеленої книги України. У низинній частині переважають листяні ліси, переважно дубові. Крім дубів в деревному ярусі ростуть бук, граб, на вологих місцях — ясен, береза, в'яз, у підліску ліщина, глід, крушина, бузина та інші. Крайні від передгір'я хребти вкриті буково-грабовими лісами з домішками ялиці, смереки, явора, берези; вищі хребти вкриті смереково-буковими, смерековими лісами, а схили найвищих хребтів — вторинними смерековими лісами, які починаються з висоти 450—600 м н. р. м. Під Греготом і Ігрецем збереглися смерекові праліси. а на хребтах Сокільський і Каменистий — природні букові ліси 5 домішкою ялиці та явора. 
Праліси мають важливе екологічне науково-практичне, пізнавальне значення. Вони є еталонами, реліквіями живої природи, сприятливим середовищем для збереження популяцій рідкісних і зникаючих видів флори і фауни, можуть бути зручними і довготривалими моделями досліджень змін клімату, рослинності тощо. 
Лучна рослинність представлена лісовими галявинами, заплавними, суходільними і гірськими луками (полонинами). Найбільші площі займають злакові, осокові, злаково-різнотравні, бобово-злаково-різнотравні луки. Видовий склад лук досить багатий в окремих угрупованнях налічується від 25 до 55 видів вищих рослин. 
Загалом флора парку включає понад 950 видів судинних рослин, десять відсотків яких належать до ендемічних, рідкісних і зникаючих. До Червоної книги України занесено 61 вид. серед них: арніку гірську, любку дволисту, лунарію оживаючу, плаун колючий, баранець звичайний, беладонну звичайну, скополію карніолійську, модрину польську, підсніжник білосніжний, пізньоцвіт осінній, сосну кедрову, тис ягідний, шафран Гейфелів, лілію лісову, 18 видів орхідних тощо. 
У флорі національного парку «Гуцульщина» нараховують 1175 видів рослин. В тому числі Покритонасінних (квіткових) 764 види, Голонасінних — 9, Папоротеподібних — 25, Хвощоподібних — 7, Плауноподібних — 3 (загалом судинних 810 видів), Мохоподібних — 161 вид. Всього вищих рослин 971 вид. Нижчих рослин разом з грибами нараховують 204 види. 
У результаті проведених досліджень встановлено, що на території національного парку «Гуцульщина» наявні 11 рослинних угруповань занесених до Зеленої книги України (1987), для яких характерне, переважно, фрагментарне поширення. 
Ландшафтне і флористичне розмаїття, специфіка природно-історичного процесу зумовили формування своєрідної і багатої фауни. Варто відмітити, що чисельність видів хребетних тварин в Карпатах значно вища ніж в інших регіонах України. Відповідно до зоогеографічного районування територія Косівщини належить до передгірного та гірсько-лісового фауністичних комплексів, гірського, лісового середньоєвропейського, тайгового, середземноморського типів фауни. 
У лісах водяться вепр, олень благородний, сарна європейська, лисиця, борсук, куниця лісова, видра, кіт лісовий, вище в горах — ведмідь бурий, рись. Із малих ссавців — віверка карпатська, горностай, бурозубка звичайна, полівка руда, миша лісова, соня лісова, їжак тощо. Видовий склад птахів не однаковий за сезонами. Тут знаходять для себе притулок осідлі, перелітні й мігруючі птахи, загалом орнітофауна парку включає близько 190 видів. 
У силу різних причин — антропогенних, географічних, кліматичних і інших, чисельність деяких видів тварин невпинно скорочується, стан популяцій окремих видів загрозливий. Із видів, занесених до Червоної книги України, в парку виявлені ссавці: ведмідь бурий, рись звичайна, бурозубка альпійська, кутора мала, кіт лісовий, підковоніс малий; птахи — лелека чорний, глушець, беркут, пугач; плазуни — мідянка; земноводні — саламандра плямиста, тритон карпатський, жаба прудка; комахи — подалірій, джміль моховий, бражник мертва голова, аполлон, вусач мускусний і інші; риби — чоп малий, лосось дунайський, мінога українська. Спільно з науково-дослідними установами НАН України ведуться роботи з інвентаризації фауни, флори і рослинності парку, розробляються і запроваджуються заходи щодо ренатуралізації раритетних і загрожених об'єктів.

## Культурне та рекреаційне значення
Національний природний парк «Гуцульщина» володіє надзвичайно високим рекреаційним потенціалом. Він розташований у мальовничій лісистій частині Покутсько-Буковинських Карпат, яка є чи не найцікавішим регіоном України, де виразно та досить повно збереглися прадавні самобутні ремесла, промисли, традиції, звичаї етносу гуцулів. Великим попитом і популярністю користуються вироби місцевих майстрів — різьбярів, кушнірів, писанкарів, мосяжників, майстрів кераміки, ткачів, вишивальниць тощо. 
На території парку добре розвинена туристично-рекреаційна інфраструктура, є багато баз відпочинку, курортів і санаторіїв. Найвідоміші з них — туристський комплекс «Карпатські зорі» у Косові та туристська база «Сріблясті водоспади» у Шешорах. Парком пролягають численні туристські маршрути. Тут прокладено екологічні пізнавальні стежки, інтенсивно розвивається кінний туризм, сільський зелений туризм, етнотуризм. На околиці Косова та Шешор функціонують гірськолижні траси з підйомниками. 
У забудові рекреаційних закладів використано елементи гуцульської архітектури, які органічно поєднуються з природними ландшафтами, створюючи шедеври архітектурно-паркового мистецтва. Гуцульський архітектурний стиль відзначається самобутністю та високою естетичністю. Гуцульські церкви-«гражди», які можна побачити мало не в кожному селі парку, відомі в усьому світі своєю витонченістю та гармонійністю. 
Особливим попитом любителів водних видів відпочинку та спорту користується річка Черемош, яка протікає вздовж південно-східної межі парку. З нею пов'язано багато легенд, переказів, вона оспівана поетами та піснярами. Мальовничий Черемош є однією з візитних карток не лише Гуцульського краю, але й усіх Українських Карпат.

## Ресурси Інтернету
- Національний природний парк «Гуцульщина» [Архівовано 8 червня 2022 у Wayback Machine.]
- Україна Інкогніта [Архівовано 25 лютого 2010 у Wayback Machine.]
- Карти
- Національний природний парк «Гуцульщина» [Архівовано 6 листопада 2020 у Wayback Machine.]